# スプリング・ヒール・ジャック

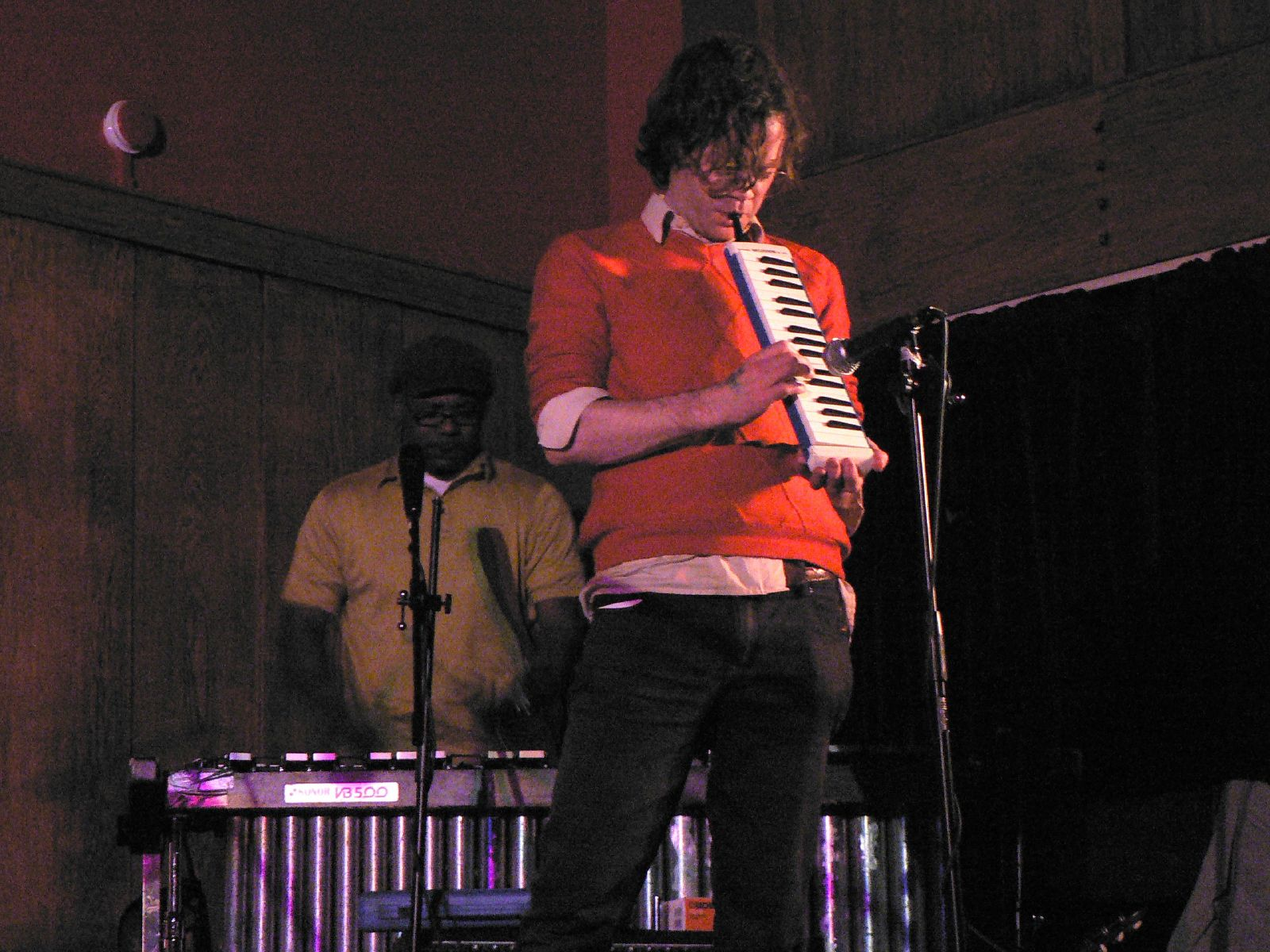
ジョン・コクソン（2007年）

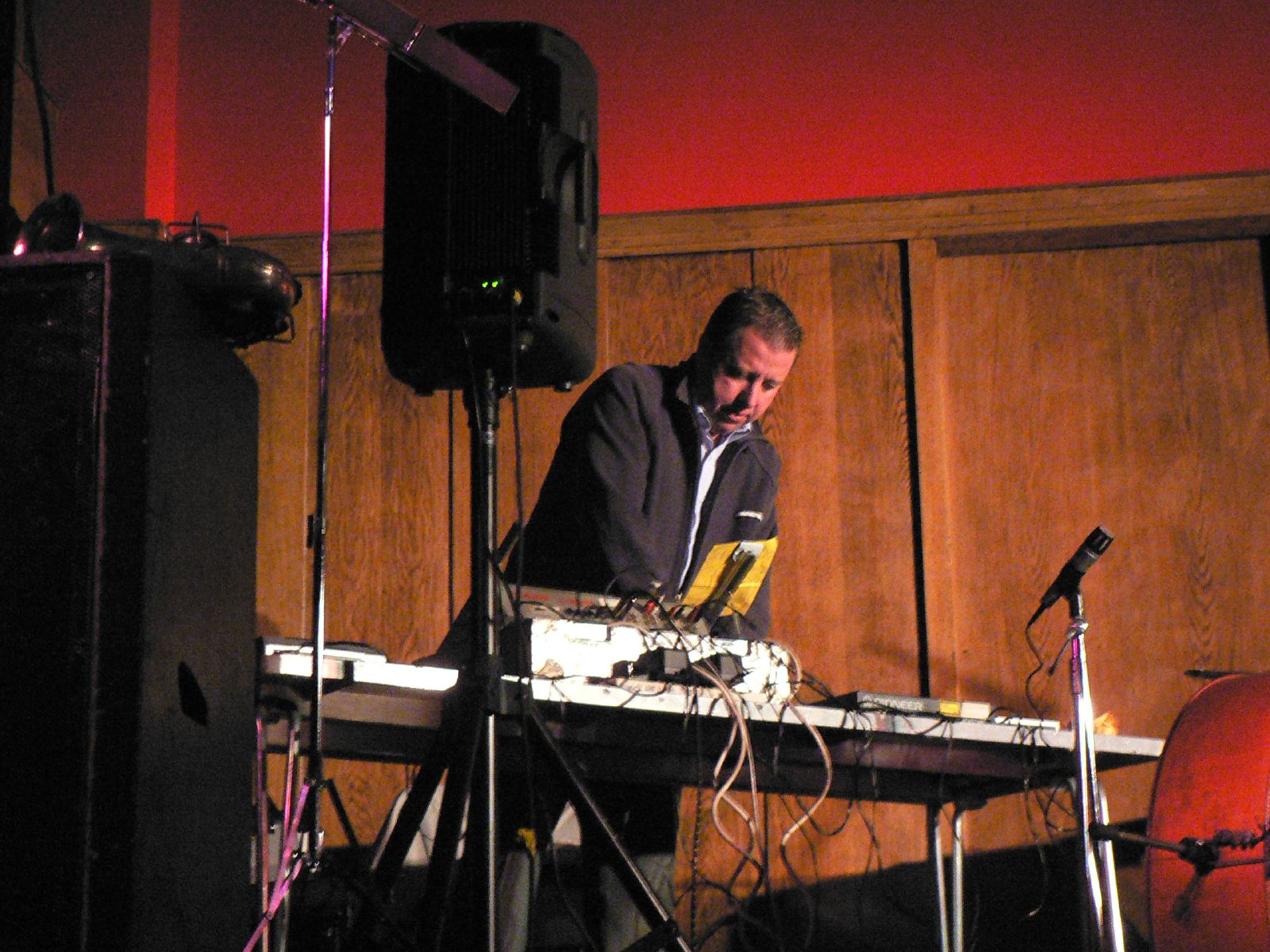
アシュレイ・ウェールズ（2007年）

スプリング・ヒール・ジャック（Spring Heel Jack）は、ジョン・コクソンとアシュレイ・ウェールズで構成されるイングランドの電子音楽デュオである。
1993年にイギリスのロンドンで結成されたスプリング・ヒール・ジャックは、ドラムンベースとジャングルの探求を始めたが、その後、ヨーロッパとアメリカの多くのミュージシャンと協力して、フリー・インプロヴィゼーションやジャズに分岐した。

## 略歴
アシュレイ・ウェールズは元々、現代音楽の作曲家で、Crazy About Loveというバンドのリーダーであり、ジョン・コクソンは合流前には成功を収めているリミキサーおよび音楽プロデューサー（特にベティ・ブーのプロデュースで知られる）であった。
1990年代にリリースされた彼ら最初の3枚のドラムンベースによるアルバムは、革新的なジャンルとしての評価から好評を得た。彼らはまた、1996年の楽曲「Walking Wounded」を共同でプロデュースした。これはエヴリシング・バット・ザ・ガールのイギリスでのヒット曲で、かつてCrazy About Loveから解雇されたベン・ワットをフィーチャーしている。
映画的なアルバム『Disappeared』 (2000年) は、ウェールズとコクソンの変化を示す作品であり、イギリスのサックス奏者ジョン・サーマンが参加した。彼の登場は、後の変化への前兆だった。
レーベル「Thirsty Ear」の「クロスジャンル・ブルー・シリーズ」から発表された最初のアルバムである『Masses』（2001年）は、さらに急進的な出発点と呼べる作品となった。コラボレーションしたミュージシャンには、サックス奏者のエヴァン・パーカー、ジョン・チカイ、ティム・バーン、ベーシストのウィリアム・パーカー、トランペッターのロイ・キャンベル・ジュニア、ケニー・ホイーラー、ワダダ・レオ・スミス、トロンボーン奏者のポール・ラザフォード、ドラマーのハン・ベニンク、ピアニストのマシュー・シップ、ギタリストのジェイソン・ピアースが含まれている。
2006年、コクソンとウェールズはレコードレーベル「Treader」の運営を開始し、自身および最近の共同制作者を含む他の関連アーティストによるCDをリリースした。

## ディスコグラフィ

### スタジオ・アルバム
- There are Strings (1995年)
- 68 Million Shades... (1996年)
- Versions (1996年)
- 『ビジー、キュリオス、サースティ』 - Busy, Curious, Thirsty (1997年)[3]
- Treader (1999年)
- Oddities (2000年)
- Disappeared (2000年)
- Masses (2001年)
- Amassed (2002年)
- 『ライヴ』 - Live (2003年)
- 『ザ・スウィートネス・オブ・ザ・ウォーター』 - The Sweetness of the Water (2004年)
- Songs and Themes (2008年)[4]
- Live in Antwerp (2014年) ※with パット・トーマス、アレックス・ウォード、ポール・リットン
- Hackney Road (2018年) ※SHJ、ワダダ・レオ・スミス with パット・トーマス、スティーヴ・ノーブル

## 参考
- バネ足ジャック